# Dosarele lui Dresden
a nu se confunda cu Codexul Dresden
Dosarele lui Dresden (sub numele original The Dresden Files) este un serial american de televiziune bazat pe cartea cu același nume a lui Jim Butcher. A avut premiera pe 21 ianuarie 2007 pe Canalul SF în SUA, iar în Canada pe postul Spațiul: Canalul imaginației. A fost preluat de Sky One în Marea Britanie, iar în România este difuzat de către AXN SF.
Timpul său de difuzare a fost de doar o serie a 12 episoade, urmat de lansările pe DVD. Canalul SF a anunțat pe 3 august 2007 că seria nu va fi continuată.

## Developare
În 2005, Canalul SF a anunțat producerea unui episod-pilot de 2 ore sub forma unui film, producător executiv fiind Nicholas Cage, acompaniat de Hans Beimler, Robert Hewitt Wolfe, Norm Golightly, și Morgan Gendel, producătoare fiind casa de prodcuție Lionsgate în asociație cu cea a lui Cage. Producția a început în toamna anului 2005. Inițial se preconiza o lansare în vara lui 2006, însă pe 23 mai 2006, JBAnnounce a afirmat data de lansare pentru ianuarie 2007, știre confirmată ziua următoare de Canalul SF.